# Norops rodriguezi
Norops rodriguezi este o specie de șopârle din genul Norops, familia Polychrotidae, descrisă de Bocourt 1873. Conform Catalogue of Life specia Norops rodriguezi nu are subspecii cunoscute.